# Roberts (Mondkrater)
Roberts ist ein Einschlagkrater auf der Mondrückseite.
Roberts liegt im Norden der erdabgewandten Seite, nördlich von Emden, auf halbem Wege zwischen Sommerfeld im Südosten und Karpinskiy sowie Milanković im Nordwesten.  
Der Krater ist stark erodiert, der Kraterwall ist durch viele spätere Einschläge gezeichnet. Die Entstehungszeit wird der pränektarischen Periode oder der nektarischen Periode zugerechnet; das Alter von 3,9±0,1 Milliarden Jahren liegt an der Grenze der genannten Zeiträume.
Roberts hat fünf Nebenkrater:
| Buchstabe | Position            | Durchmesser | Link |
| --------- | ------------------- | ----------- | ---- |
| M         | 67,69° N, 174° W    | 45 km       |      |
| N         | 68,39° N, 175,91° W | 49 km       |      |
| P         | 66,69° N, 178,8° O  | 32 km       |      |
| Q         | 68,38° N, 177,66° O | 19 km       |      |
| R         | 69,05° N, 178,81° O | 56 km       |      |

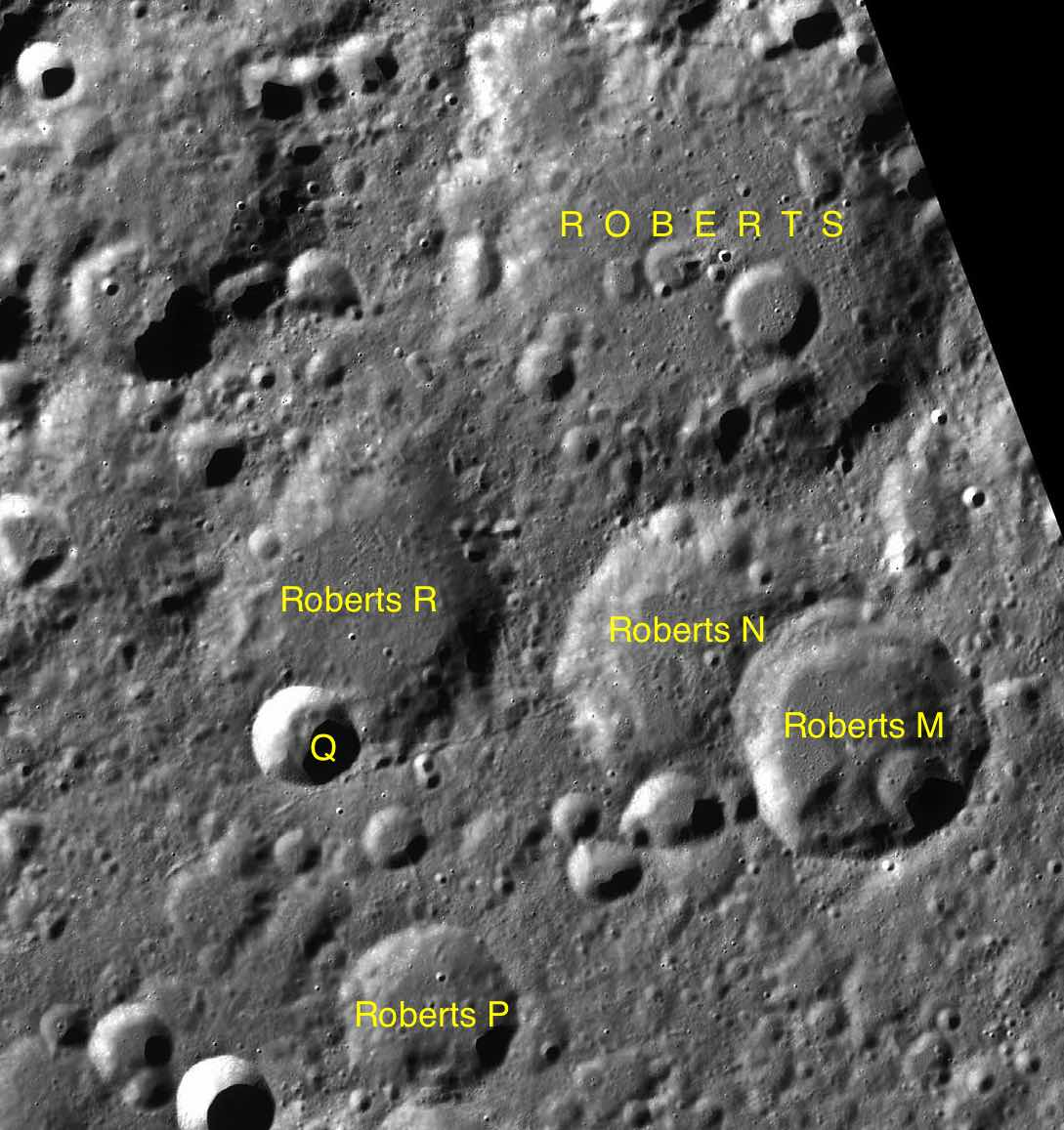
Roberts mit seinen Nebenkratern

Der Krater wurde 1970 von der IAU offiziell nach dem südafrikanischen Astronomen Alexander William Roberts und dem walisischen Astronomen Isaac Roberts benannt.